# برمنسيونانية
البرمنسيونانية (الاسم العلمي: Prymnesiophycidae) هي صنف من الأسناخ صبغية تتبع طائفة البذيرات الجيرية شعبة لمسيات النبت.

## رتب
- البرمنسيونيات
- البذيريات الجيرية
- الذهبيات المتساوية